# Isobelle Molloy
Isobelle Molloy (* 6. Oktober 2000 in Chelmsford) ist eine britische Musicaldarstellerin und Filmschauspielerin.

## Leben und Karriere
Molloy wurde am 6. Oktober 2000 in  Chelmsford geboren. Sie wuchs bei ihrer Mutter auf und besuchte unter anderem die Theaterschule Tomorrow's Talent. Später zog sie mit ihrer Mutter nach Maidenhead, um die Redroofs Theatre School zu besuchen.
Zunächst spielte sie die Rolle der Amanda Thripp im Musical Matilda. Nachdem ein Casting-Direktor auf sie aufmerksam wurde, erhielt sie die Hauptrolle. Von 2013 bis 2014 war Molly in der Fernsehserie EastEnders zu sehen. Außerdem spielte sie 2014 in dem Film Maleficent – Die dunkle Fee mit. Anschließend wurde sie 2016 für den Film Una gecastet. 2021 trat Molloy in der Serie Whitstable Pearl auf.

## Filmografie
- 2013–2014: EastEnders (Fernsehserie)
- 2014: Maleficent – Die dunkle Fee (Maleficent)
- 2016: Una
- 2021: Whitstable Pearl (Fernsehserie)

## Theater
- 2010: Oliver!
- 2011: Matilda